# Yoshio Fujiwara
Yoshio Fujiwara var en japansk fodboldspiller, der i 1923 spillede for det japanske fodboldlandshold. 

## Japans fodboldlandshold
| Japans landshold | Japans landshold | Japans landshold |
| År               | Kmp              | Mål              |
| ---------------- | ---------------- | ---------------- |
| 1923             | 1                | 0                |
| Total            | 1                | 0                |